# 北都保健福祉専門学校
北都保健福祉専門学校（ほくとほけんふくしせんもんがっこう）とは、北海道旭川市にある私立の専修学校。理学療法士、作業療法士、看護師を養成している。運営母体は、学校法人稲積学園。略称は北保（ほくほ）。

## 概要
- 1993年（平成5年）開校。専門学校としては珍しく学校の内・外両方に運動場を持ち、バスケットボールやバレーボールをはじめとしたスポーツ・サークル活動が盛んで、特にバレーボールは全学科合同バレーボール大会が実施されるほどである。
- 学習面では隣接する旭川医科大学から講師を多数招き、高度な専門教育が行われる。そのため理学療法学科と作業療法学科では卒業時に大学院へ入学可能な高度専門士の称号が付与される。
- 旭川市内外をはじめとする道内主要病院への就職が多く、道外病院への就職実績もある。
- 現在は理学療法学科、作業療法学科、看護学科の３学科。

## 沿革
- 1992年（平成4年） - 「介護福祉学科棟」落成。
- 1993年（平成5年） - 「学校法人稲積学園北都保健福祉専門学校」として開校。「介護福祉学科」設置。
- 1994年（平成6年） - 「理学療法学科棟」落成。
- 1995年（平成7年） - 「理学療法学科」設置。「作業療法学科棟」落成。
- 1996年（平成8年） - 「作業療法学科」設置。
- 1997年（平成9年） - 屋内体育館、第1講堂・第2講堂落成。
- 2000年（平成12年） - 「精神社会福祉学科棟」落成。
- 2001年（平成13年） - 「精神社会福祉学科」設置。
- 2008年（平成20年）‐「看護学科」設置。「屋外運動場、テニスコート」落成。
- 2013年（平成23年）‐「創立20周年式典」挙行。

## 設置学科
- 理学療法学科（4年制・昼間）
- 作業療法学科（4年制・昼間）
- 看護学科（3年制・昼間）

## 所在地
- 旭川市緑が丘東1条2丁目1番28号

## 取得できる資格・免許状

### 理学療法学科
- 高度専門士称号
- 理学療法士国家試験受験資格
- 大学院入学資格

### 作業療法学科
- 高度専門士称号
- 作業療法士国家試験受験資格
- 大学院入学資格

### 看護学科
- 専門士称号
- 看護師国家試験受験資格
- 保健師・助産師学校受験資格
- 養護教諭養成学校受験資格